# Matelea longifolia
Matelea longifolia là một loài thực vật có hoa trong họ La bố ma. Loài này được (Markgr.) Morillo mô tả khoa học đầu tiên năm 1984.